# Acrocercops transecta
Acrocercops transecta är en fjärilsart som beskrevs av Edward Meyrick 1931. Acrocercops transecta ingår i släktet Acrocercops och familjen styltmalar.
Artens utbredningsområde är Taiwan. Inga underarter finns listade i Catalogue of Life.